# Scrambling
Scrambling  is klimmen met een minimum aan klimmateriaal en klimbeveiliging. 

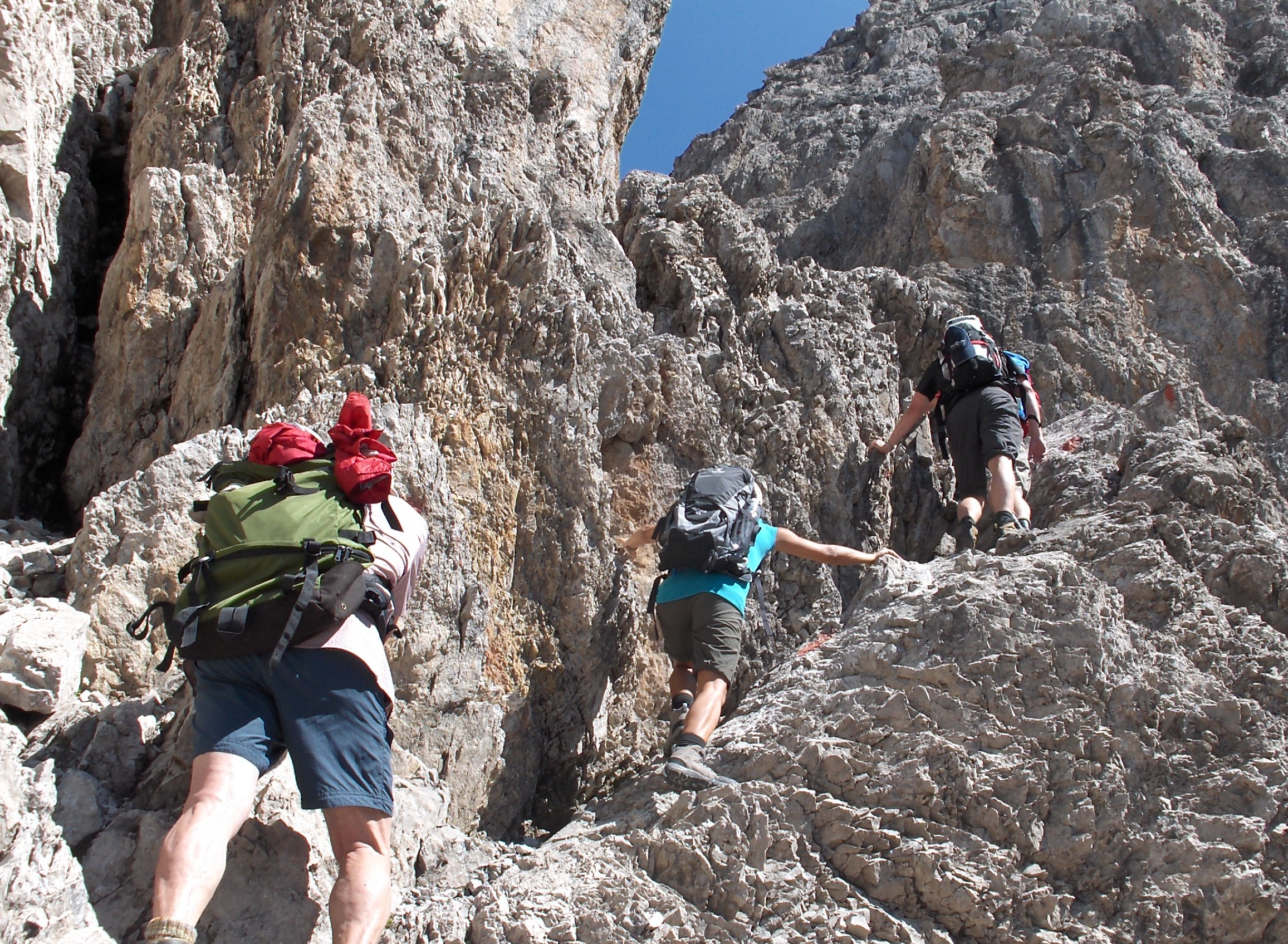
Voorbeeld van een eenvoudige Scrambling

Een juiste definitie van scrambling is moeilijk te geven. Men zou het rotsklauteren kunnen noemen. Of een route nu een wandeling, een scramble of rotsklimmen is, zal afhankelijk zijn van kunnen en ervaring van de klimmer. Een bergwandeling wordt een scramble als men de handen gebruikt, zodra een klimtouw en zekeringshaken een noodzaak worden dan spreekt men van rotsklimmen. Bij scrambling gaat het meestal over technisch eenvoudig rotsklimmen. De verticale stukken zijn  kort en er de grepen voor de handen en voettreden zijn eenvoudig te vinden.
Meestal wordt een touw meegenomen voor eventuele problemen. Kennis van touw- en klimtechnieken is gewenst. 
De eenvoudigere scrambleroutes zijn echter wandelingen waarbij je af en toe je handen moet gebruiken.
Hoewel scrambling een technisch eenvoudiger vorm van rotsklimmen is, bestaat het uit het zich ongezekerd op gevaarlijker terrein te begeven dan het klassieke bergpad. Een val in steil terrein kan dodelijk zijn. 